# Mărturisire (film)
Mărturisire  (engleză: I Confess) este un film dramatic din 1953 regizat de Alfred Hitchcock, cu Montgomery Clift ca preotul catolic Michael William Logan, Anne Baxter ca Ruth Grandfort și Karl Malden ca inspectorul Larrue. Biografii spun că Hitchcock a avut probleme de interpretare actoricească cu Clift și Paul Newman, care au lucrat cu el la Cortina sfâșiată (1966).